# Junioreuropamästerskapen i friidrott 2023
Junioreuropamästerskapen i friidrott 2023 var den 27:e upplagan av Europamästerskapet i friidrott för idrottare under 20 år. Tävlingen arrangerades på Givat Ram-stadion i Jerusalem mellan 7 och 10 augusti 2023.

## Resultat

### Herrar

#### Gång- och löpgrenar
| Gren                  | Guld                                                                 | Guld          | Silver                                                                 | Silver        | Brons                                                                   | Brons         |
| 100 meter             | Marek Zakrzewski Polen                                               | 10,25 0NRJ0   | Isak Hughes Sverige                                                    | 10,31         | Sean Anyaogu Storbritannien                                             | 10,34         |
| 200 meter             | Marek Zakrzewski Polen                                               | 20,63 0PB0    | Timo Spiering Nederländerna                                            | 20,97 0PB0    | Daniele Groos Italien                                                   | 21,01 0PB0    |
| 400 meter             | Jónas Gunnleivsson Isaksen Danmark                                   | 45,86 0NRJ0   | Charlie Carvell Storbritannien                                         | 46,08         | Maksymilian Szwed Polen                                                 | 46,31         |
| 800 meter             | Ramon Wipfli Schweiz                                                 | 1.47,20       | Thomas Marques de Andrade Frankrike                                    | 1.47,29       | Ronaldo Olivo Spanien                                                   | 1.47,39       |
| 1 500 meter           | Niels Laros Nederländerna                                            | 3.56,78       | Kevin Kamenschak Österrike                                             | 3.59,73       | Ondřej Gajdoš Tjeckien                                                  | 4.00,98       |
| 3 000 meter           | Jonathan Grahn Sverige                                               | 8.44,67       | Nicholas Griggs Irland                                                 | 8.45,69       | Bradley Giblin Storbritannien                                           | 8.47,26       |
| 5 000 meter           | Niels Laros Nederländerna                                            | 14.11,82      | Jonathan Grahn Sverige                                                 | 14.12,73      | Kevin Kamenschak Österrike                                              | 14.15,02      |
| 110 meter häck        | Enzo Diessl Österrike                                                | 13,12         | Rasmus Vehmaa Finland                                                  | 13,23 0NRJ0   | Sisínio Ambriz Portugal                                                 | 13,29 0NRJ0   |
| 400 meter häck        | Jere Haapalainen Finland                                             | 50,02 0NRJ0   | Antti Sainio Finland                                                   | 50,19 0PB0    | Anouar Bourahla Frankrike                                               | 50,33 0PB0    |
| 3 000 meter hinder    | Sergio del Barro Spanien                                             | 8.46,81       | Pierre Boudy Frankrike                                                 | 8.47,04       | Ferenc Soma Kovács Ungern                                               | 8.47,50 0PB0  |
| 10 km gång            | Frederick Weigel Tyskland                                            | 41.53,58 0PB0 | Hayrettin Yıldız Turkiet                                               | 42.13,78 0SB0 | Giuseppe Disabato Italien                                               | 42.19,67 0PB0 |
| 4 × 100 meter stafett | Jonathan Gou Gomez Joël Csontos Mathieu Chèvre Manuel Gerber Schweiz | 39,87         | Lorenzo Speear Timo Spiering Jozuah Revierre Jamie Sesay Nederländerna | 40,14         | Milian Zirbus Heiko Gussmann Vincent Herbst Ivo Ziebold Tyskland        | 40,15         |
| 4 × 400 meter stafett | Charlie Carvell Jake Minshull David Race Sam Lunt Storbritannien     | 3.06,89       | Florian Kroll Louis Quarata Malik Skupin-Alfa Elija Ziem Tyskland      | 3.07,75       | Felix Levasseur Milann Klemenic Amaury Guillard Allan Lacroix Frankrike | 3.07,97       |

#### Teknikgrenar
| Gren           | Guld                      | Guld        | Silver                         | Silver     | Brons                          | Brons      |
| Höjdhopp       | Melwin Lycke Holm Sverige | 2,18 0=PB0  | Edoardo Stronati Italien       | 2,18       | Robert Ruffíni Slovakien       | 2,15 0PB0  |
| Stavhopp       | Simone Bertelli Italien   | 5,40        | Valentin Imsand Schweiz        | 5,40       | Erdem Tilki Turkiet            | 5,30 0NRJ0 |
| Längdhopp      | Mattia Furlani Italien    | 8,23 0MR0   | Bozhidar Sarâboyukov Bulgarien | 8,22 0NRJ0 | Nikita Masliuk Ukraina         | 7,97       |
| Tresteg        | Viktor Morozov Estland    | 16,45 EU20L | Bozhidar Sarâboyukov Bulgarien | 16,25 0PB0 | Lâchezar Vâlchev Bulgarien     | 16,16 0PB0 |
| Kulstötning    | Lasse Schulz Tyskland     | 20,21       | Lukas Schober Tyskland         | 19,76      | Dimitrios Antonatos Grekland   | 19,31 0PB0 |
| Diskuskastning | Mykhailo Brudin Ukraina   | 66,58 WU20L | Jan Svozil Tjeckien            | 59,93      | Yannick Rolvnik Nederländerna  | 59,86 0PB0 |
| Spjutkastning  | György Herczeg Ungern     | 79,45       | Max Dehning Tyskland           | 78,07 0SB0 | Michael Allison Storbritannien | 72,44      |
| Släggkastning  | Max Lampinen Finland      | 79,72 WU20L | Iosif Kesidis Cypern           | 77,73      | Miklós Csekö Ungern            | 76,87      |

#### Mångkamp
| Gren    | Guld                    | Guld              | Silver                   | Silver            | Brons                | Brons             |
| Tiokamp | Amadeus Gräber Tyskland | 8 209 poäng WU20L | Matthias Lasch Österrike | 8 052 poäng 0NRJ0 | Andrin Huber Schweiz | 8 009 poäng 0NRJ0 |

### Damer

#### Gång- och löpgrenar
| Gren                  | Guld                                                               | Guld           | Silver                                                                                         | Silver        | Brons                                                                                | Brons          |
| 100 meter             | Joy Eze Storbritannien                                             | 11,39          | Renee Regis Storbritannien                                                                     | 11,40         | Anna Luca Kocsis Ungern                                                              | 11,55          |
| 200 meter             | Nora Lindahl Sverige                                               | 23,26 0PB0     | Alexa Sulyán Ungern                                                                            | 23,26         | Success Eduan Storbritannien                                                         | 23,34          |
| 400 meter             | Lurdes Gloria Manuel Tjeckien                                      | 51,94          | Alexe Deau Frankrike                                                                           | 52,53 0PB0    | Myrte van der Schoot Nederländerna                                                   | 52,85 0NRJ0    |
| 800 meter             | Audrey Werro Schweiz                                               | 2.03,38        | Abigail Ives Storbritannien                                                                    | 2.05,89       | Dilek Koçak Turkiet                                                                  | 2.06,21        |
| 1 500 meter           | Dilek Koçak Turkiet                                                | 4.16,86 0SB0   | Sofia Thøgersen Danmark                                                                        | 4.17,08       | Natálie Millerová Tjeckien                                                           | 4.18,92 0PB0   |
| 3 000 meter           | Agate Caune Lettland                                               | 8.53,20        | Zuzanna Wiernicka Polen                                                                        | 9.21,40 NU18R | Sofia Benfares Tyskland                                                              | 9.25,42        |
| 5 000 meter           | Agate Caune Lettland                                               | 15.03,85 0MR0  | Kira Weis Tyskland                                                                             | 15.50,36 0PB0 | Sofia Thøgersen Danmark                                                              | 15.53,08       |
| 100 meter häck        | Rosina Schneider Tyskland                                          | 13,06 EU20L    | Valérie Guignard Schweiz                                                                       | 13,23 0PB0    | Lia Flotow Tyskland                                                                  | 13,32 0=PB0    |
| 400 meter häck        | Moa Granat Sverige                                                 | 56,58          | Olha Mashanienkova Ukraina                                                                     | 56,83         | Alexandra Stefania Ută Rumänien                                                      | 57,02          |
| 3 000 meter hinder    | Karolína Jarošová Tjeckien                                         | 10.04,57 0NRJ0 | Adia Budde Tyskland                                                                            | 10.07,34      | Vasiliki Kallimogianni Grekland                                                      | 10.08,44 0NRJ0 |
| 10 km gång            | Sofia Santacreu Spanien                                            | 46.00 0PB0     | Giulia Gabriele Italien                                                                        | 46.57         | Ana Delahaie Frankrike                                                               | 47.12 0PB0     |
| 4 × 100 meter stafett | Nele Jaworski Chelsea Kadiri Rosina Schneider Holly Okuku Tyskland | 43,82 EU20L    | Renee Regis Sophie Walton Joy Eze Success Eduan Storbritannien                                 | 43,82         | Hana Blažková Terezie Táborská Nikola Musilová Adéla Tkáčová Tjeckien                | 44,68          |
| 4 × 400 meter stafett | Alexe Deau Méta Tumba Maelle Maynier Benedetta Kouakou Frankrike   | 3.33,31 EU20L  | Maud van Sintmaartensdijk Britt de Blaauw Madelief van Leur Myrte van der Schoot Nederländerna | 3.33,33 NU23R | Karolína Mitanová Kateřina Matoušková Terezie Táborská Lurdes Gloria Manuel Tjeckien | 3.34,84 0NRJ0  |

#### Teknikgrenar
| Gren           | Guld                          | Guld        | Silver                                         | Silver         | Brons                         | Brons          |
| Höjdhopp       | Angelina Topić Serbien        | 1,90        | Elisabeth Pihela Estland                       | 1,88           | Joana Herrmann Tyskland       | 1,86 0PB0      |
| Stavhopp       | Sara Winberg Sverige          | 4,25 0PB0   | Rugilė Miklyčiūtė Litauen Great Nnachi Italien | 4,15 0NR0 4,15 | Ingen medaljör                | Ingen medaljör |
| Längdhopp      | Elizabeth Ndudi Irland        | 6,56 0NRJ0  | Plamena Mitkova Bulgarien                      | 6,54 0=SB0     | Laura Raquel Müller Tyskland  | 6,51 0PB0      |
| Tresteg        | Oleksandra Chernukha Ukraina  | 13,63 0PB0  | Teodora Boberić Serbien                        | 13,50          | Aleksandrija Mitrović Serbien | 13,40          |
| Kulstötning    | Nina Chioma Ndubuisi Tyskland | 17,97 WU20L | Zuzanna Maślana Polen                          | 16,90          | Chantal Rimke Tyskland        | 15,55 0PB0     |
| Diskuskastning | Curly Brown Tyskland          | 53,93 0PB0  | Milina Wipiwé Tyskland                         | 53,83 0PB0     | Lea Bork Tyskland             | 53,46          |
| Släggkastning  | Valentina Savva Cypern        | 64,69       | Jada Julien Tyskland                           | 62,92          | Jázmin Csatári Ungern         | 62,47          |
| Spjutkastning  | Adriana Vilagoš Serbien       | 58,38       | Veronika Šokota Kroatien                       | 55,41          | Fanni Kövér Ungern            | 53,09          |

#### Mångkamp
| Gren    | Guld                       | Guld        | Silver              | Silver      | Brons                    | Brons       |
| Sjukamp | Sandrina Sprengel Tyskland | 5 928 poäng | Pia Meßing Tyskland | 5 790 poäng | Sophie Kreiner Österrike | 5 698 poäng |

## Medaljtabell
*   Värdland ( Israel)
| Nr                   | Nation               | Guld | Silver | Brons | Totalt |
| -------------------- | -------------------- | ---- | ------ | ----- | ------ |
| 1                    | Tyskland             | 8    | 8      | 7     | 23     |
| 2                    | Sverige              | 5    | 2      | 0     | 7      |
| 3                    | Tjeckien             | 3    | 1      | 4     | 8      |
| 4                    | Storbritannien       | 2    | 4      | 4     | 10     |
| 5                    | Italien              | 2    | 3      | 2     | 7      |
| 5                    | Nederländerna        | 2    | 3      | 2     | 7      |
| 7                    | Schweiz              | 2    | 3      | 1     | 6      |
| 8                    | Polen                | 2    | 2      | 1     | 5      |
| 9                    | Finland              | 2    | 2      | 0     | 4      |
| 10                   | Serbien              | 2    | 1      | 1     | 4      |
| 10                   | Ukraina              | 2    | 1      | 1     | 4      |
| 12                   | Lettland             | 2    | 0      | 0     | 2      |
| 12                   | Spanien              | 2    | 0      | 0     | 2      |
| 14                   | Frankrike            | 1    | 2      | 4     | 7      |
| 15                   | Österrike            | 1    | 2      | 2     | 5      |
| 16                   | Ungern               | 1    | 1      | 5     | 7      |
| 17                   | Turkiet              | 1    | 1      | 2     | 4      |
| 18                   | Danmark              | 1    | 1      | 1     | 3      |
| 19                   | Cypern               | 1    | 1      | 0     | 2      |
| 19                   | Estland              | 1    | 1      | 0     | 2      |
| 19                   | Irland               | 1    | 1      | 0     | 2      |
| 22                   | Bulgarien            | 0    | 3      | 1     | 4      |
| 23                   | Kroatien             | 0    | 1      | 0     | 1      |
| 23                   | Litauen              | 0    | 1      | 0     | 1      |
| 25                   | Grekland             | 0    | 0      | 2     | 2      |
| 26                   | Portugal             | 0    | 0      | 1     | 1      |
| 26                   | Rumänien             | 0    | 0      | 1     | 1      |
| 26                   | Slovakien            | 0    | 0      | 1     | 1      |
| Totalt (28 nationer) | Totalt (28 nationer) | 44   | 45     | 43    | 132    |